# 時うどん
『時うどん』（ときうどん）は上方落語の演目。『刻うどん』とも表記される。
享保11年（1726年）の笑話本『軽口初笑』第3巻所収「他人は喰（くい）寄り」（使いに出た中間が戻るのが夕刻になり空腹を我慢できずに鎌倉河岸で蕎麦切りを食べ、代金6文に対して5文しかなかったため、硬貨を出すのに「四つ」のところで時を尋ねる内容）が原話。江戸落語の『時そば』と類似の滑稽噺であり、落ち（サゲ）も『時そば』と同じである。
演者が途絶えた時期があり、元上方落語家・三遊亭遊三郎の漫才師・二葉家吉雄から5代目桂文枝が伝えられて復興したという。

## あらすじ
知恵の働く兄貴分と少し足りない弟分が、夜道で屋台の立ち食いそば・うどん店を見つけ、うどんを食べようとする。代金は16文だが、弟分は8文しか持ち合わせがなく、「何や、それだけか」と怒鳴った兄貴分も7文しかなかった。それでもかまわず兄貴分はうどんを注文し、店主の「うど〜んエー、そーばやうど〜ん」という客寄せの呼び声を、「やかましい」と文句を言ったり、そうこうするうちうどんができると、兄貴分は自分だけうどんを食べ、弟分が後ろから遠慮がちにつついても（うどんをくれ、という合図）、「待て待て」と言うだけ。ようやく、「そんなにこのうどん食いたいか」と渡してくれたどんぶりにはわずかなうどんが残っているだけ。勘定を払う時になると、「銭が細かいから数えながら渡す」と言って、「一、二、……七、八、今何時や」。うどん屋が「九つです」と言うと「十、十一、……十六。」歩きながら、1文足りなかったはずなのに、と不思議がる弟分だが、兄貴分から何時と聞いて店主から時間の時を聞いて勘定を続けるからくりを教えてもらうと大喜びで、「わいも明日やってみよう」。
翌日、早くやってみたくて明るいうちから町に出た弟分は、昨夜とは別の屋台を見つけた。何もかも昨夜と同じにやりたくてたまらないので、「うど〜んエー、そーばやうど〜ん」と客寄せしろと店主に言いそのとおりにすると、やかましい、と怒鳴って「そんなら歌わせなさんな」と文句を言われ、うどんを食べながら、「待て待て」とか「そんなにこのうどん食いたいか」と1人で言うので、「あんた、何か悪い霊でも付いてまんのか」と店主に気味悪がられたり、最後には、「何や、これだけしか残っとらん」とつぶやいて「あんたが食べなはったんや」とあきれられる。それでも、勘定を払う段になると大喜びで、一、二……七、八、今何時や、と聞いて、「四つです」。五、六、七、八、……という落ちで終わる。

## 口演での特徴
この演目を復活させた5代目桂文枝は、うどん屋の屋号を初日は「あたりや」、二日目は「はずれや」としていたが、その点を3代目桂米朝は「『はずれや』なんて屋号あるかいな」と疑問を持っていた。あるテレビ番組で両者が揃って出演した折に、楽屋で米朝が「おかしいのとちがうか? 」と問うたところ、文枝は「『はずれや』の方がようウケるねん」と答え、米朝も「ああ、そうか」としか返せなかったという。

## 『時うどん』と『時そば』
『時そば』も同様に「他人は喰寄り」を原話としているが前記のあらすじと内容はかなり異なっている。上方噺の『時うどん』を明治時代に3代目柳家小さんが東京に移植して『時そば』になったものとされる。東京の春風亭昇太は（前記の「あらすじ」にある）『時うどん』の内容で『時そば』を演じており、CD化もされている。